# 博道伊克

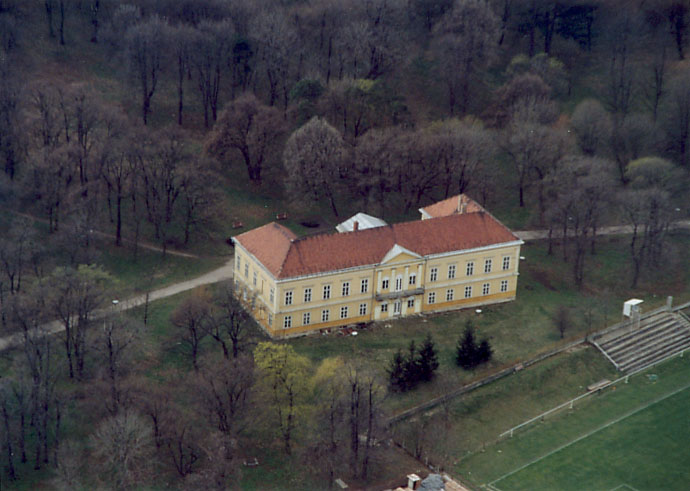

博道伊克是匈牙利的城鎮，位於該國西北部，距離首都布達佩斯70公里，由費耶爾州負責管轄，面積28.98平方公里，2011年人口4,081，其中約六成居民信奉天主教。